# 水浪窩

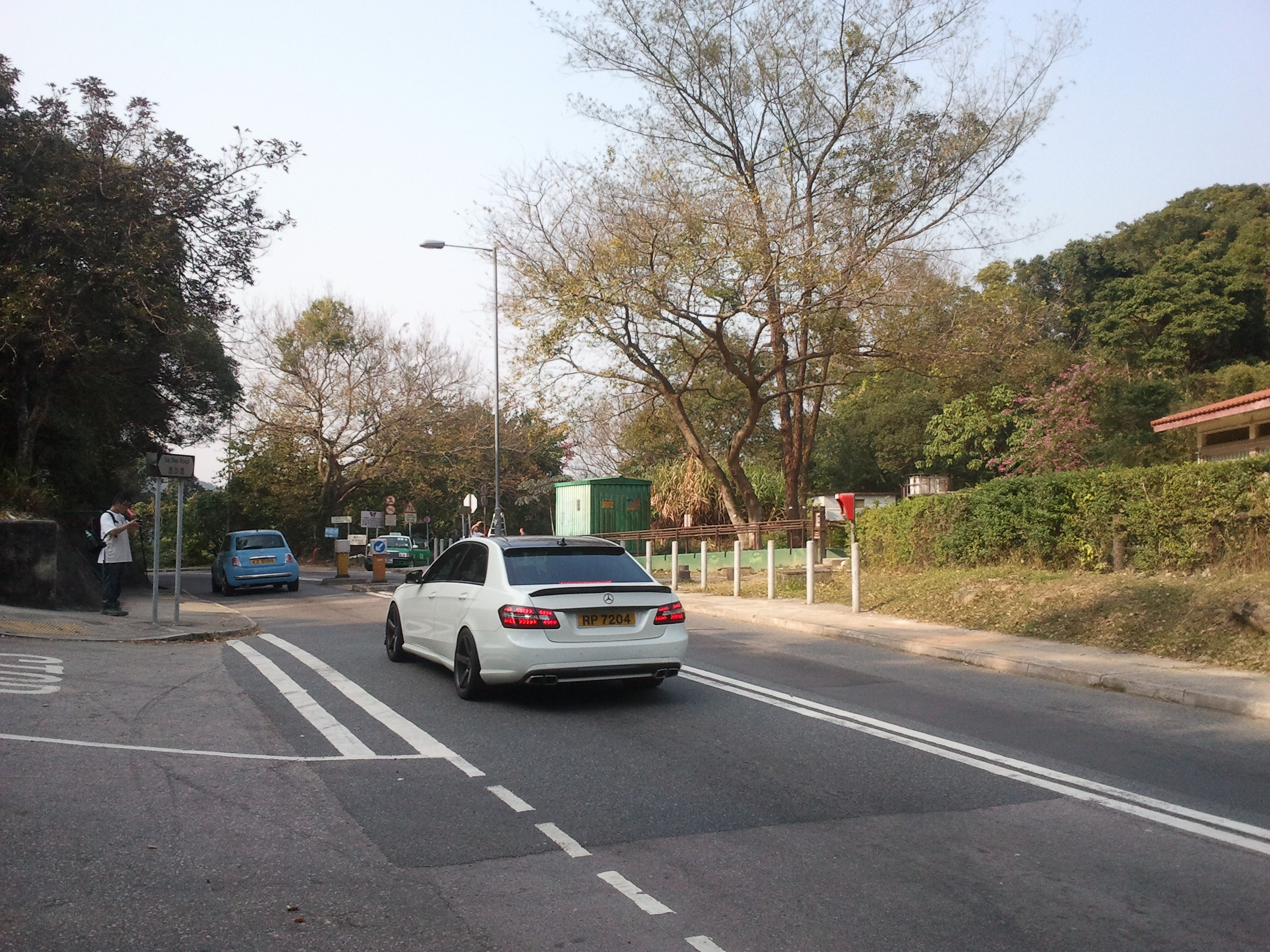
西沙路水浪窩路口

水浪窩（Shui Long Wo）是香港大埔區的一個地方，鄰近西沙路，也是著名遠足徑麥理浩徑第三段和第四段的交匯點。水浪窩設有漁農自然護理署管理站及設置殘障人士設施之洗手間。

## 著名景點
- 水浪窩觀星台